# Зефир (летелица)
Зефир (енгл. Qinetiq Zephyr) — је британска БПЛ, на соларни / електрични погон, постала је део псеудо-сателитског програма Аирбус на великим висинама (HAPS). Овај статус је стечен првим дуготрајним летом, у марту 2013. године, у Великој Британији.
Зефир 7 држи званичан рекорд издржљивости (аутономија лета) за беспилотне летелице (БПЛ), непрекидно је летео од 9. до 23. јула 2010. године, у укупном трајању од 336 часова и 22 минута (2 седмице / 14 дана). У току је припрема БПЛ Зефир 8, за лет до висине од 40.000 метара, у трајању неколико месеци.

## Пројекат
Зефир је намењен да дуготрајно лети на веома великим висинама, погоњен соларном енергијом. Дању се електрична енергија, добијена из соларног система, користи за погон електро-мотора са елисама и пуњење литијумских-сумпорних акумулатора, који су енергетски извори за лет ноћу. Прва верзија акумулатора је имала капацитет од 3 kwh. Да би Зефир испунио постављене захтеве, минимизирана му је укупна маса у процесу оптимизације пројекта. Носећа структура му је грађена од компоненти ултра лаког композита, угљеничних влакана. Костур структуре је пресвучен лаганом фолијом, а празна поља горњаке крила, плочама од танког филма фотонапонских ћелија. Глобално, намена Зефира је извиђање, надгледање и релејна комуникација.
Извршена је оптимизација свих сегмената примењене технологије, по веома захтевним критеријума за испуњење карктеристика лета на екстремно великим висинама изнад коридора ваздушног саобраћаја, уз остајање рекордно дуго време у лету. У процесу минимизације масе избачен му је стајнi трап. Летелица полеће и слеће уз помоћ више људи, који је придржавају и крећући се додају јој кинетичку енергију, а у слетању је слично прихватају. Потенцијал војне употребе летелице је као платформе за извиђање и комуникације. Велики долет и времески дуго летење Зефира, као и интелигенција сензора је опредило америчко министарство за примарни интерес за њу, посебно за употребу у Авганистану и Ираку. Цивилна и научна намена је значајна и јефтина, као и могућност за посматрање Земље. То би могло помоћи у лоцирању катастрофа, праћењу океана, метеоролошком истраживању, надгледању нафтовода, управљање санацијама поплава и за урбано мапирање.

### Варијанте и њихове карактеристике
У оквиру овог истраживачко развојног програма, хронолошки су изграђене летелице у четири опције, стим што је последња још увек у развоју. Њихове доступне каракктеристике су приказане у табели испод. Зефир 7 је већа БПЛ од претходних варијанти и захтева пет људи да је придржавају у полетању и слетању, за разлику од претходних, код којих је било довољно три. Људи је носе у лаганом ходу, у супротном смеру од ветра, док се БПЛ не подигне из њихових руку. БПЛ Зефир 7 је настала из летелице Зефир 6 повећањем размаха крила, са заобљеним наставцима постављеним под негативним диедром. Са овом модификацијом је смањен индуковани, па и укупни отпор летелице.
| КАРАКТЕРИСТИКЕ ВАРИЈАНТИ | КАРАКТЕРИСТИКЕ ВАРИЈАНТИ | КАРАКТЕРИСТИКЕ ВАРИЈАНТИ | КАРАКТЕРИСТИКЕ ВАРИЈАНТИ | КАРАКТЕРИСТИКЕ ВАРИЈАНТИ |
| Параметри                | Зефир (-1 / -2) 5        | Зефир 6                  | Зефир 7                  | Зефир 8                  |
| ------------------------ | ------------------------ | ------------------------ | ------------------------ | ------------------------ |
| Размах крила             |                          | 18 m                     | 22,5 m                   | 23 m                     |
| Носивост                 |                          | 2 kg                     | 5–10 kg                  |                          |
| Мах маса                 | 31 kg (5–1) 25 kg (5–2)  | 30 kg                    | 50 kg                    | 100 kg                   |
| Достигнута висина        |                          | 18.288 m                 | 18.288 m                 |                          |
| Погон                    | 2 електромотора          | 2 електромотора          | 2 електромотора          | 2 електромотора          |

Зефир 7 може да носи од 5-10 kg, што није довољно за сву потребну опрему за снимање, надгледање и релејне комуникације. То је разлог за развој и градњу наредне БПЛ Зефир 8, која ће носити више опреме, након чега ће се градити генерација летелица за сличне намене. Зефир 7 је прошао завршна испитивања у лету, у 2013. години, пре израде комплетног пакета побољшања за следећу генерацију. Зефир 8 је сада у фази развоја, биће то већа БПЛ (распон крила 23 m) и са бољим карактеристикама лета. То је у ствари БПЛ нове генерације, претходне варијанте Зефир 7. Тренутно се води кампања за придобијање наручилаца и корисника те летелице. Освајањем Зефир 8, добија се висинска летелица као псеудо-сателит (HAPS), са потпуним погоном на соларну енергију изнад коридора авионског конвенционалног саобраћаја.

## Резултати и рекорди
У општој теорији, оваква усклађена летелица, оптимизирана у току пројекта, може бесконачно дуго да лети на великим висинама. Међутим, у пракси постоје значајна ограничења за то. Смањење способности батерија да им се враћа пун капацитет при више понављања пуњења, током дужег времена употребе а поготово на екстремно ниским темпратурама (око -50 степени Целзусових), па јој временом слаби и способност за ноћни лет. Такође, електричним компонентама се временом деградирају радне карактеристике. Усавршавањем примењене технологије се ублажују ови негативни утицаји и померају се границе тих ограничења. Имајући то у виду, значајно је постепено побољшавање карактерисика лета Зефира и постизање нових рекорда, увођењем побољшаних решења и технологија.
Тренутно, рекорд у постигнутој висини лета држе летелице Зефир 6 и Зефир 7, од 18.288 m. Циљ је да се са новом летелицом Зефир 8 побољшају постигнуте карактеристике у лету Зефира 7, посебно да се превазиђе рекорд висине лета и до 40.000 m, а и дужина остајања у ваздушном простору у трајању од више месеци. Ово се очекује, захваљујући примени савременијих технологија и његовом повећаном крилу, иако ће Зефир 8 носити више корисног терета.